# Jessica Sutta
Jessica Lilian Sutta (Miami, 15 maggio 1982) è una cantante, attrice e ballerina statunitense.
È stata uno dei componenti del noto gruppo musicale Pussycat Dolls, creato dalla coreografa Robin Antin. Lascia il gruppo il 10 gennaio 2010 a causa della presenza di alcuni problemi all'interno della band per presunti trattamenti di favore verso Nicole Scherzinger.

## Biografia
Jessica è nata in Florida da padre ebreo di origini russe/polacche e da madre di origini irlandesi. Iniziò a praticare la danza classica all'età di tre anni. All'età di quattordici anni si trasferì alla "New World School of the Arts" per studiare seriamente danza.
Per un problema ad un ginocchio lasciò la danza, indirizzandosi verso gli studi teatrali, prima di ritornare definitivamente alla danza. Nel 1999 entrò a far parte delle cheerleader della squadra di pallacanestro dei Miami Heat, divenendone capitana nel 2001. In quel periodo la Sutta ha anche recitato nella soap opera svedese "Ocean Ave", girata in Florida.

## Carriera

### 2002 - 2010: The Pussycat Dolls
Entra a far parte delle Pussycat Dolls nel 2002 e con loro inizia ad esibirsi nei locali di Los Angeles, come il famoso Viper Room di Johnny Depp. Le performance erano basate su un repertorio di canzoni degli anni cinquanta e sessanta, e le ballerine si esibivano in lingerie o con costumi da pin-up. Nel 2003 la Antin, con l'aiuto dei produttori discografici Jimmy Iovine e Ron Fair, decise di espandere il franchise delle Pussycat Dolls e di creare un gruppo musicale con il nome del corpo di ballo. Sutta, insieme a Carmit Bachar, Ashley Roberts e Kimberly Wyatt, sono le uniche ragazze che rimangono dal corpo ballo. A loro si aggiungono Nicole Scherzinger, Melody Thornton e Kaya Jones (la quale abbandona il gruppo dopo prima dell'uscita dell'album di debutto). Le Pussycat Dolls raggiunsero la formazione di sette elementi e firmarono un contratto con la Interscope Records.
L'esordio discografico avvenne nel 2004 con l'incisione del brano Sway per la colonna sonora del film Shall We Dance?. Sempre nello stesso anno, il gruppo registrò la canzone We Went as Far as We Felt Like Going che fu inserita nella colonna sonora del film d'animazione Shark Tale.
Il 13 settembre 2005 viene pubblicato il primo album, PCD; inoltre sono presenti alcuni tributi e cover di famose canzoni. L'album è un grande successo a livello mondiale: venderà oltre dieci milioni di copie, raggiungendo la prima posizione in Nuova Zelanda e la top five nei Paesi Bassi e negli Usa; inoltre l'album entra nella top ten di Austria, Regno Unito, Germania, Irlanda. L'album contiene hit di grande successo, come PCD, Stickwitu e Buttons, che raggiungono le parti alte delle classifiche di molte paesi. Inoltre la band riceve la nomination ai Grammy Award nella categoria Best Pop Performance By a Duo or Group per la canzone Stickwitu.
Il 19 ottobre 2008 viene pubblicato il secondo album del gruppo, Doll Domination. Nella prima settimana di uscita l'album vende circa 79 000 copie e debutta alla quarta posizione della Billboard 200 statunitense. Dall'album vengono estratti i singoli When I Grow Up, che negli Stati Uniti d'America raggiunge la prima posizione della Dance Club Songs, e I Hate This Part che ottiene buon successo entrando nelle top 10 di vari paesi. Nell'aprile del 2009 Scherzinger durante un'intervista con Billboard conferma che ci sarà una riedizione del loro secondo album. La nuova versione dell'album viene chiamata Doll Domination 2.0, dalla quale vengono estratti due singoli: la cover in lingua inglese di Jai Ho, brano dell'artista indiano A. R. Rahman e colonna sonora del film The Millionaire, che diventa una hit mondiale, e Hush Hush, versione dance dell'omonimo brano contenuto nell'edizione standard dell'album.
Il 10 gennaio 2010, durante un'intervista con E!, comunica la sua uscita dal gruppo.

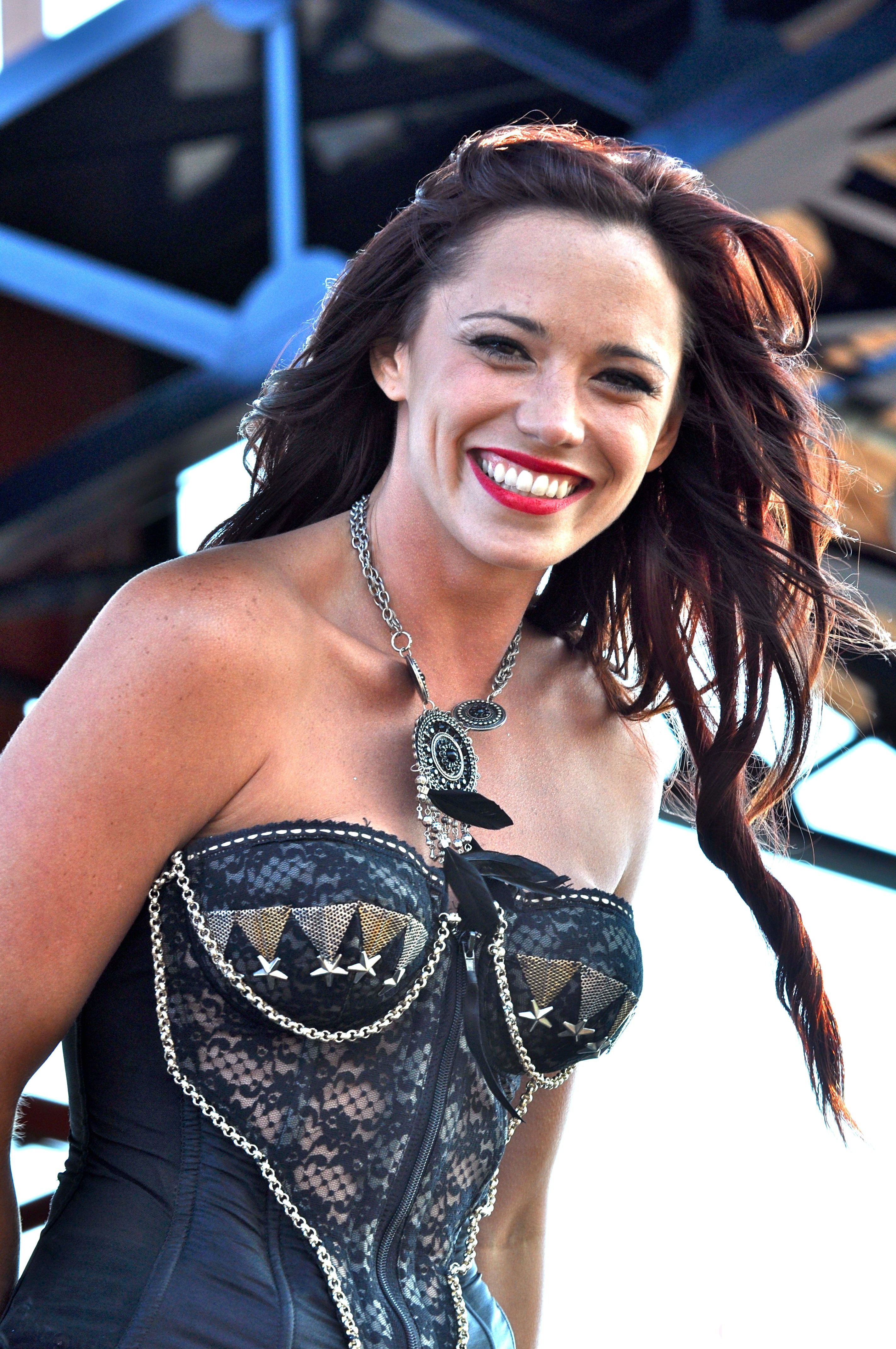
Jessica Sutta in concerto nel 2012.

### 2010 - presente: La carriera solista
Il 19 settembre 2010 esce il primo singolo da solista, intitolato I Wanna Be Bad, scritto e prodotto insieme a Tearce Keaz. Il video della canzone viene girato a Los Angeles ed è diretto da Frank E. Flowers. Viene trasmesso per la prima volta il 19 ottobre 2010 su Radar Online.
Nel 2011 Sutta collabora insieme a Cedric Gervais alla canzone Where Ever U Are. Il 3 agosto 2011 esce il primo singolo del suo album da solista, che s'intitola "Show Me". Il video musicale viene pubblicato pochi giorni dopo. La canzone ha molto successo e in poco tempo raggiunge la prima posizione della Hot Dance Club Songs negli Stati Uniti.
Nell'ottobre 2012, tramite un video su Ustream, Sutta rivela che non sta più lavorando insieme RedOne e che ha lasciato la casa discografica Hollywood Records. Il suo nuovo singolo, Again, viene pubblicato nel febbraio 2013. Il singolo raggiunge negli Stati Uniti la posizione numero 14 all'interno della Hot Dance Club Songs. Sempre nel 2013 Sutta incide il suo terzo singolo dal titolo Lights Out.

## Altre attività
Nel corso della sua carriera da ballerina ha lavorato nel corpo di ballo di diverse star della musica. Apparendo in vari video musicali come nel video Suga Suga del rapper Baby Bash, Spanish di Craig David, inoltre è apparsa nei video di Will Smith e Gloria Estefan.
Come attrice è apparsa nella serie tv Ocean Ave., nella quale recitava il ruolo di Jody Starr, una teenager che vestiva in modo gotico. Inoltre è apparsa in film come Bully, From Justin to Kelly e Bad Boys II.
Nel 2007 compare in vari video pubblicitari per l’Axe body spray. Nel 2010 la rivista FHM la inserisce tra le 100 donne più sexy del mondo, posizionandola al numero 71.

## Discografia

### Con le Pussycat Dolls
- 2005 - PCD
- 2008 - Doll Domination

### Solista
- 2010 - I Wanna Be Bad
- 2011 - Show Me
- 2013 - Again (feat. Kemal Golden)
- 2013 - Lights Out
- 2017 - I Say Yes

## Filmografia

### Cinema
- Bully - (2001)
- From Justin to Kelly - (2003)
- Bad Boys II - (2003)
- The Truth About Angels - (2009)
- SoBe Real - (2011)

### Televisione
- Ocean Ave. - stagione 1 - (2002)

### Altre apparizioni
- Pussycat Dolls Present: The Search for the Next Doll - ospite - (2007)
- Identity - ospite - (2007)
- Pussycat Dolls Present: Girlicious - ospite - (2008)
- The Search for Shangela's Best Dance Crew - giudice ospite - (2010)
- America's Next Top Model - giudice ospite - (2012)